# 十時弥

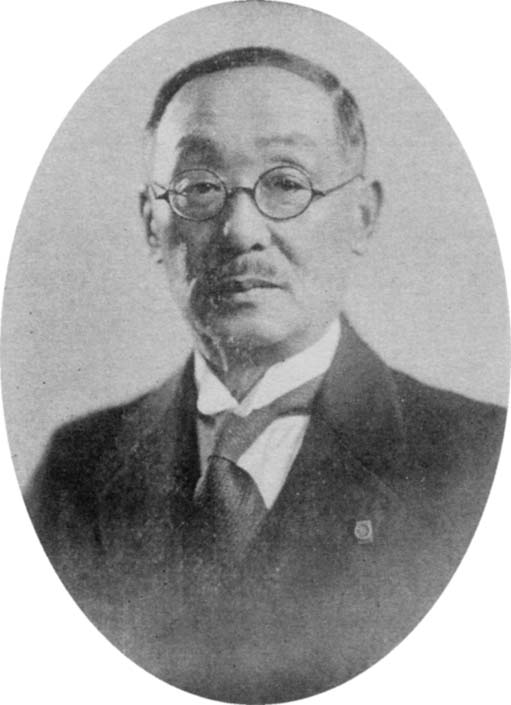
十時弥

十時 弥（ととき わたる、1874年（明治7年）6月6日 - 1940年（昭和15年）4月29日）は、日本の教育者。

## 経歴
福岡県に衆議院議員十時一郎の二男として生まれ、大叔父の養子となった。第三高等学校から第五高等学校に転じ1896年（明治29年）7月に卒業。1899年（明治32年）、東京帝国大学文科大学哲学科を卒業。学習院教授、第三高等学校教授などを務め、1922年（大正11年）、社会学研究のため欧米に留学した。1923年（大正12年）、新設の広島高等学校（現在の広島大学総合科学部）校長に就任し、1932年（昭和7年）に第五高等学校校長に転じた。

## 栄典
- 1934年（昭和9年）3月15日 - 正四位[5]

## 著書
- 『デモスセネス』（博文館、1901年）
- 『社会学撮要』（普及舎、1902年）